# Liste der Baudenkmale in Emstek
In der Liste der Baudenkmale in Emstek sind die Baudenkmale der niedersächsischen Gemeinde Emstek und ihrer Ortsteile aufgelistet. Der Stand der Liste ist der 31. Juli 2022.

## Allgemein
In den Spalten befinden sich folgende Informationen:
- Lage: die Adresse des Baudenkmales und die geographischen Koordinaten. Kartenansicht, um Koordinaten zu setzen. In der Kartenansicht sind Baudenkmale ohne Koordinaten mit einem roten Marker dargestellt und können in der Karte gesetzt werden. Baudenkmale ohne Bild sind mit einem blauen Marker gekennzeichnet, Baudenkmale mit Bild mit einem grünen Marker.
- Bezeichnung: Bezeichnung des Baudenkmales
- Beschreibung: die Beschreibung des Baudenkmales. Unter § 3 Abs. 2 NDSchG werden Einzeldenkmale und unter § 3 Abs. 3 NDSchG Gruppen baulicher Anlagen und deren Bestandteile ausgewiesen.
- ID: die Objekt-ID des Baudenkmales
- Bild: ein Bild des Baudenkmales, ggf. zusätzlich mit einem Link zu weiteren Fotos des Baudenkmals im Medienarchiv Wikimedia Commons. Wenn man auf das Kamerasymbol klickt, können Fotos zu Baudenkmalen aus dieser Liste hochgeladen werden:

## Bühren
| Lage                                                 | Bezeichnung                        | Beschreibung | ID       | Bild |
| ---------------------------------------------------- | ---------------------------------- | ------------ | -------- | ---- |
| Caspar-Schmitz-Straße 13 52° 48′ 20″ N, 8° 13′ 10″ O | Wohn-/ Wirtschaftsgebäude          |              | 34750849 | BW   |
| Caspar-Schmitz-Straße 13 52° 48′ 21″ N, 8° 13′ 9″ O  | Backhaus                           |              | 34750879 | BW   |
| Caspar-Schmitz-Straße 52 52° 48′ 23″ N, 8° 13′ 2″ O  | St. Johannes der Täufer (Kirche)   |              | 34751052 | BW   |
| Caspar-Schmitz-Straße 52 52° 48′ 22″ N, 8° 13′ 2″ O  | St. Johannes der Täufer (Kirchhof) |              | 34752263 | BW   |
| Poggenschlatt 1b 52° 48′ 28″ N, 8° 13′ 39″ O         | Wohn-/ Wirtschaftsgebäude          |              | 34750934 | BW   |
| Poggenschlatt 1b 52° 48′ 28″ N, 8° 13′ 38″ O         | Stall                              |              | 34752007 | BW   |

## Emstek
| Lage                                          | Bezeichnung                   | Beschreibung | ID       | Bild           |
| --------------------------------------------- | ----------------------------- | --- | -------- | -------------- |
| Am Markt 7 52° 50′ 1″ N, 8° 9′ 19″ O          | St. Margaretha                | Katholische, neugotische, basilikale, dreischiffige Backsteinkirche, errichtet von 1862 bis 1864 von Johann Bernhard Hensen. Schlichte Außenfassaden von Querhaus und Chor. Basilikales Langhaus über fünf Joche mit fialenbekrönten Strebepfeiler und -bögen, Seitenaltären und Sakramentshaus. Querhaus mit angrenzendem polygonalem Chor und Chorseitenkapelle. Im Westen 59 m hoher, eingestellter Turm auf quadratischem, ab dem dritten Geschoss oktogonalem Grundriss, an den Ecken begleitet von hohen, gestuften Fialen, diese enden in Ziergiebeln, Abschluss mit achtseitigem Spitzhelm. Westfassade mit den Turm flankierenden Giebelbauten ergänzt und damit stärker in den Baukörper eingebunden. Im Innenraum niedrige Rundpfeiler, nur zum Mittelschiff mit jeweils einem Dienst versehen, der das Kämpferprofil durchstößt und anschließend als dreiteiliges Dienstbündel bis zum Gewölbeansatz im separat belichteten Obergaden reicht. Teilweise überlieferte historische Ausstattung, darunter ein romanischer Taufstein aus Bentheimer Sandstein aus der Zeit um 1200, Gemälde aus dem 17. Jahrhundert und Glasmalereien aus der Erbauungszeit der Kirche. | 34751052 | Weitere Bilder |
| Bahnhofstraße 2 52° 49′ 58″ N, 8° 9′ 0″ O     | Große-Wietfelds Mühle         | | 34751024 | BW             |
| Lange Straße 8 52° 50′ 1″ N, 8° 9′ 33″ O      | Wohnhaus                      | | 34751082 | BW             |
| Lange Straße 29a 52° 50′ 0″ N, 8° 9′ 44″ O    | Lüsse Mühle                   | | 34751109 | BW             |
| Margarethenstraße 1 52° 50′ 1″ N, 8° 9′ 23″ O | Eierverkaufs - genossenschaft | | 34751141 | BW             |
| Zum Desum 2 52° 49′ 19″ N, 8° 8′ 56″ O        | Wohn-/ Wirtschaftsgebäude     | | 34751201 | BW             |
| Zum Desum 2 52° 49′ 18″ N, 8° 8′ 58″ O        | Wegekapelle                   | | 34751232 | BW             |

## Halen
| Lage                                        | Bezeichnung   | Beschreibung | ID       | Bild |
| ------------------------------------------- | ------------- | ------------ | -------- | ---- |
| Bremer Straße 1 52° 51′ 37″ N, 8° 9′ 8″ O   | Scheune       |              | 34751348 | BW   |
| Bremer Straße 11 52° 51′ 29″ N, 8° 9′ 23″ O | Schafstall    |              | 34751373 | BW   |
| Bremer Straße 11 52° 50′ 47″ N, 8° 9′ 6″ O  | Halener Kreuz |              | 34751656 | BW   |

## Hoheging
| Lage                                                 | Bezeichnung                                          | Beschreibung | ID       | Bild           |
| ---------------------------------------------------- | ---------------------------------------------------- | --- | -------- | -------------- |
| Baumweg 6 52° 55′ 23″ N, 8° 9′ 6″ O                  | Ahlhorner Teichwirtschaft (Ehem. Pferdestall)        | | 34751814 | BW             |
| Baumweg 6 52° 55′ 23″ N, 8° 9′ 8″ O                  | Ahlhorner Teichwirtschaft (Fischmeisterhaus)         | | 34751788 | BW             |
| Baumweg 6 52° 55′ 20″ N, 8° 9′ 7″ O                  | Ahlhorner Teichwirtschaft (Hälterhaus)               | | 34751939 | BW             |
| Baumweg 7 52° 55′ 24″ N, 8° 9′ 5″ O                  | Ahlhorner Teichwirtschaft (Scheune)                  | | 34751897 | BW             |
| Baumweg 7 52° 55′ 24″ N, 8° 9′ 7″ O                  | Ahlhorner Teichwirtschaft (Futterhaus mit Werkstatt) | | 34751848 | BW             |
| (Kellerhöhe) Birkenweg 12 52° 53′ 53″ N, 8° 5′ 49″ O | St. Marien                                           | | 34752067 | Weitere Bilder |
| 52° 53′ 45″ N, 8° 10′ 25″ O                          | Burg Lethe                                           | Die Burg Lethe ist heute als unbebaute, leicht erhöhte Fläche zu erkennen, die von einem breiten Wassergraben umgeben ist. | 28945404 | BW             |
| Lethe 16 52° 53′ 47″ N, 8° 10′ 22″ O                 | Wassermühle Gut Lethe                                | | 34751848 | BW             |
| Lethe 16 52° 53′ 46″ N, 8° 10′ 24″ O                 | Teich                                                | | 34752289 | BW             |

## Höltinghausen
| Lage                                         | Bezeichnung                    | Beschreibung | ID       | Bild           |
| -------------------------------------------- | ------------------------------ | ------------ | -------- | -------------- |
| Brinkmannstraße 3 a 52° 52′ 7″ N, 8° 8′ 3″ O | Villa Brinkmann (Nebengebäude) |              | 34752067 | BW             |
| Brinkmannstraße 3 a 52° 52′ 9″ N, 8° 8′ 2″ O | Villa Brinkmann (Toreinfahrt)  |              | 34752198 | BW             |
| Brinkmannstraße 3 a 52° 52′ 3″ N, 8° 8′ 5″ O | Villa Brinkmann (Park)         |              | 34751977 | BW             |
| Brinkmannstraße 3 a 52° 52′ 9″ N, 8° 8′ 3″ O | Villa Brinkmann (Allee)        |              | 34752229 | BW             |
| Kirchstraße 8 52° 50′ 1″ N, 8° 9′ 19″ O      | St. Aloysius                   |              | 34751516 | Weitere Bilder |
| Kirchstraße 12 52° 51′ 39″ N, 8° 7′ 23″ O    | Alte Schule                    |              | 34751543 | BW             |

## Außerhalb
| Lage                                               | Bezeichnung               | Beschreibung | ID       | Bild |
| -------------------------------------------------- | ------------------------- | ------------ | -------- | ---- |
| Kokenmühlenweg 11 52° 52′ 15″ N, 8° 15′ 24″ O      | Kokenmühle (Sägewerk)     |              | 34752040 | BW   |
| Kokenmühlenweg 11 52° 52′ 15″ N, 8° 15′ 25″ O      | Kokenmühle (Mühle)        |              | 34751314 | BW   |
| Sülzbührener Straße 10 52° 49′ 19″ N, 8° 13′ 17″ O | Wohn-/ Wirtschaftsgebäude |              | 34751599 | BW   |